# Realschule Boxberg
Die Realschule Boxberg ist eine Realschule in Boxberg im Main-Tauber-Kreis in Baden-Württemberg.

## Geschichte

### Schule
Im Mai 1965 begann die Geschichte der Realschule Boxberg mit den ersten 36 Schülern. Ein eigenes Schulgebäude stand zu Beginn nicht zur Verfügung. So wurde der Unterricht – noch ohne jegliche Fachräume – in den Räumen der Landwirtschaftsschule, im alten Rathaus, im Bernhardusheim und im evangelischen Kindergarten abgehalten.
Im Jahre 1970 verließ der erste Abschlussjahrgang die Realschule Boxberg. Im gleichen Jahr erschien zum ersten Mal die Schülerzeitung „s-Böckle“. Eine akute Schulraumnot und steigende Schülerzahlen machten Anfang der 1970er Jahre einen Neubau dringend notwendig. Im September 1971 wurde das Richtfest für ein neues Schulgebäude gefeiert und im April 1972 der Unterricht aufgenommen. Das neue Schulhaus wurde mit vier Stockwerken und einer Nutzfläche von 3.150 m² errichtet. Die reinen Baukosten betrugen 4,3 Millionen DM. Im Jahre 1976 wurde eine Mehrzweckhalle eingeweiht und im Jahre 1986 eine Schulsportanlage. Damit entstand erstmals ein umfassender Schumcampus. Zum Beginn des Schuljahres 1975/1976 nahm die Realschule an den Vorlaufversuchen für die Orientierungsstufe in Baden-Württemberg teil. Sie erprobte und evaluierte die neuen Lehrpläne.
Zu Beginn der 1980er Jahre erprobte die Schule die Profilierungsform der Realschuloberstufen. Der erste Computerraum wurde im Jahre 1986 eingeweiht.
Zu Beginn der 1990er Jahre wurde ein Förderverein gegründet. In den 1990er Jahren entwickelten sich auch neue Traditionen im Schulalltag: SMV-Fußballturniere, Wintersporttage, Herbstfeste, Weihnachtskonzerte, schülergestaltete Gottesdienste, Projekttage, die Mitgestaltung der Gedenkfeier am Volkstrauertag in Wölchingen, Teilnahme an den Börsenspielen der Sparkassen, Berufsorientierungstage und Jobbörsen. Daneben wurde die Realschule Boxberg Ausbildungsschule für Referendare.
Ab den 2000er Jahren erschien die Schulzeitschrift RSB-Aktuell periodisch und Artikel in den Gemeindeblättern regelmäßig. Daneben waren Schulchöre jetzt ganzjährig im kulturellen Leben präsent. Die Schule nahm erstmals an der Boxberger Maimesse mit einem Stand teil. Daneben erprobte die Realschule die neuen Bildungspläne in Vorlaufversuchen. Der Fächerverbund Naturwissenschaftliches Arbeiten wurde beispielhaft entwickelt und Methodenschulung wurde Teil eines Schulprogramms. Im Schuljahr 2005/2006 wurde das 50-jährige Schuljubiläum gefeiert.
In den 2010er Jahren hielt die konstruktivistische Lerntheorie Einzug. Die Schüler sollten nun individuell, nach ihren Fähigkeiten, gefördert werden. Mit diesem Konzept war die Realschule Boxberg bereits vertraut, da sie seit 2012 als eine der ersten Schulen auf ein individuelles Förderkonzept nach dem eigens entwickelten „Boxberger Modell“ unterrichtete. Die Realschule Boxberg wurde daneben mit neuen Computerräumen und Tablets ausgestattet. Darüber hinaus standen den Schülern in der Folge eigens entwickelte Lernvideos zur Verfügung.

### Schulleitung
Folgende Personen waren Schulleiter der Realschule Boxberg:
| Amtszeit  | Schulleiter                    |
| --------- | ------------------------------ |
| ?–2020    | Andrea Fürle                   |
| 2020–2021 | Andreas Böhrer (kommissarisch) |
| Seit 2021 | Andreas Böhrer                 |

## Schulabschluss
Die Schüler werden zum Mittleren Bildungsabschluss der Realschule (Mittlere Reife) geführt.

## Schulleben und Besonderheiten
An der Realschule Boxberg bestehen folgende Angebote im Schulleben, Besonderheiten und sonstige Schwerpunkte:
- „Boxberger Modell“ – Das von der Schule entwickelte pädagogische Modell umfasst eine Vielzahl von Lerninhalten, die zu Kompetenzen in Sachen Wissen, Handeln und Leben führen sollen.[7]
- Vielfältiger Schulcampus mit angrenzendem Freibad, großer Sporthalle und sonstigen Sportstätten.[5]
- Aktivitäten in den Bereichen Musik,[10] Theater,[11] Kunst[12] und Sport.[13]
- Ganztagesbetreuung[14]